# Bomboré-V6
Pour les articles homonymes, voir Bomboré (homonymie).
Bomboré-V6 est une commune rurale située dans le département de Mogtédo de la province du Ganzourgou dans la région du Plateau-Central au Burkina Faso.

## Géographie
Bomboré-V6 est situé à environ 20 km au sud-ouest du centre de Mogtédo, le chef-lieu du département, et de la route nationale 4.

## Histoire
À l'instar des autres villages des Aménagements des vallées de la Volta (AVV) de Bomboré, le village est né de la volonté des autorités d'étendre les terres agricoles dans les années 1980, dans le cadre de l'aménagement des vallées du fleuve Volta en particulier dans la partie du Nakambé. Pour cela des migrations intérieures ont été favorisées par la redistribution de terres aux paysans volontaires – sans pouvoir prétendre au droit coutumier des populations locales – qui se sont installés dans ces nouveaux villages.

## Économie
L'économie de la commune est quasiment uniquement basée sur l'agriculture planifiée, pratiquée au sein de parcelles identiques allouées aux exploitants, grâce à l'irrigation issue d'un affluent du Nakambé.

## Santé et éducation
Le centre de soins le plus proche de Bomboré-V6 est le centre de santé et de promotion sociale (CSPS) de Bomboré-V3 tandis que le centre médical avec antenne chirurgicale (CMA) se trouve à Zorgho.